# 3-Isobutyl-1-methylxanthin
3-Isobutyl-1-methylxanthin, kurz IBMX, ist eine heterocyclische Verbindung aus der Gruppe der Xanthin-Derivate bzw. Purinalkaloide, das starke Ähnlichkeit zu Coffein aufweist.

## Eigenschaften und Verwendung
IBMX ist ein farbloser Feststoff, der sich in Ethanol, DMSO und Wasser mit basischen pH-Wert gut, in reinem Wasser schlecht löst. Die Substanz zersetzt sich in Lösung oder beim Erhitzen und muss daher bei Temperaturen unter 5 °C gelagert werden.
IBMX wird in der Biologie zum Nachweis der Phosphodiesterase (PDE) verwendet, da die Aktivität der cAMP-PDE durch dieses Molekül gehemmt wird.

## Sicherheitshinweise
IBMX ist brennbar, wobei Kohlenstoffmonoxid und Stickoxide entstehen können. Bei 7–10 Tagen alten Ratten erzeugte die Gabe von IBMX eine Verminderung des Lernvermögens sowie Verhaltensauffälligkeiten. Bei Mäusen erwies sich die Substanz als toxisch; der LD50-Wert lag bei intraperitonealer Aufnahme bei 44 mg/kg Körpergewicht. Es besitzt damit für Mäuse eine etwa viermal so große Giftigkeit wie das verwandte Coffein (168 mg/kg).